# Øystein Meier Johannessen
Øystein Meier Johannessen (født 28. december 1951 i Hemnes) er en norsk politiker og anarkist og grundlægger af Samfundspartiet i 1985.
Johannessen har været valgt ind i kommunalrådet i Hemnes på Hemnes Folkepartis Fripolitiske liste i 1983-1987 og i 2003-2007 for Hemnes upolitiske liste. I 2007 forsøgte han uden held at blive valgt ind for Hemnes ordførerliste. Han har stillet op under disse lokale listenavne frem for Samfundspartiet, fordi han ikke mente, at lokalpolitiske sager havde noget med landspolitik at gøre.
Øystein Johannessen har flere gange gjort sig bemærket i medierne med forskellige politiske aktionsformer. Under valgkampen til Stortinget i 2005 blev der 5. december 2005 fundet en varebil uden for NRK's kontorer i Oslo. På denne bil var der et banner, hvorpå der var malet slagord på arabisk, der i oversættelse lyder: "Gud er stor! Hellig krig går videre, indtil jøderne er ude av Palæstina. Af jord er du kommet og til jord skal du blive". Bilen blev undersøgt af bombeeksperter, der fandt en sort kasse, som man frygtede indeholdt sprængstof. Det viste sig at være en spøg, og dagen derpå indrømmede Johannessen, at han stod bag og udtalte, at hans parti støttede Nordnorge, som i lighed med Palæstina blev undertrykt. Efterfølgende fik Johannessen 30 dages ubetinget fængsel for optrinnet.